# サン・ロレンツォ
サン・ロレンツォ（イタリア語: San Lorenzo）は、イタリア共和国カラブリア州レッジョ・カラブリア県にある、人口約2,500人の基礎自治体（コムーネ）。

## 地理

### 位置・広がり

#### 隣接コムーネ
隣接するコムーネは以下の通り。
- バガラーディ
- コンドフーリ
- メーリト・ディ・ポルト・サルヴォ
- モンテベッロ・イオーニコ
- ロッカフォルテ・デル・グレーコ

## 行政

### 分離集落
サン・ロレンツォには、以下の分離集落（フラツィオーネ）がある。
- Chorio, Contrada Croce, Lanzina, Marina di San Lorenzo, San Fantino, San Pantaleone, Santa Maria